# آی توکوناگا
آی توکوناگا (انگلیسی: Ai Tokunaga؛ زادهٔ ۱۲ مارس ۱۹۸۱) صداپیشه، و خواننده اهل ژاپن است.